# Storm de Tampa Bay
Stade
Le Storm de Tampa Bay (en anglais : Tampa Bay Storm) est une franchise américaine de football américain en salle évoluant en Arena Football League depuis 1987. Basé à Tampa en Floride, le Storm joue à l'Amalie Arena, enceinte de 18 282 places inaugurée le 20 octobre 1996.
La franchise était par le passé connue sous le nom des Gladiators de Pittsburgh (de 1987 à 1990) et faisait partie des quatre franchise à l'origine de l'AFL.

## Anciens logos

De 1987 à 1990 à Pittsburgh
De 1991 à 1996
De 1997 à 2011
Depuis 2012